# Walter Paveley

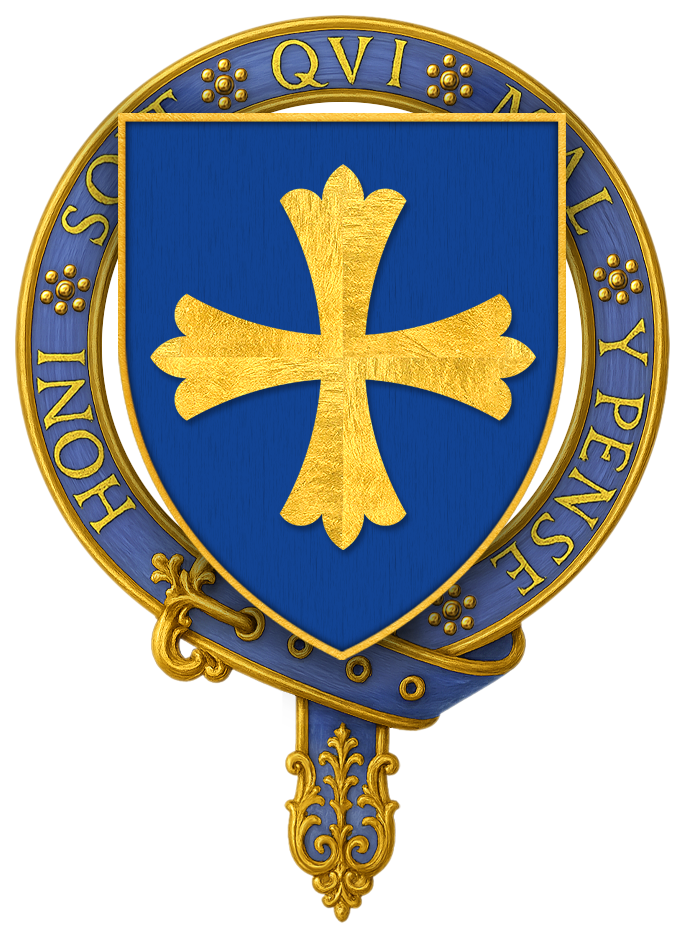
Wappen des Sir Walter Paveley

Sir Walter Paveley KG (* 1319; † 28. Juni 1375) war ein englischer Adliger im Hundertjährigen Krieg.
Er war der Sohn des Walter Paveley († 1327) aus dessen Ehe mit Maud Burghersh (1304–um 1366), Erbtochter des Stephen Burghersh († 1310). Sein Vater besaß Ländereien in Northamptonshire, hatte durch seine Ehe weitere Ländereien in Kent erworben und war 1324 als Knight of the Shire für Kent Mitglied des Parlaments. Der Vater seiner Mutter war der älteste Sohn des Robert Burghersh, 1. Baron Burghersh († 1306) und Bruder von Bartholomew de Burghersh, 1. Baron Burghersh († 1355) und Henry Burghersh, Bischof von Lincoln († 1340).
Walter war noch minderjährig als sein Vater 1327 starb. Als er 1340 volljährig wurde, führte er einen Rechtsstreit über den Erhalt der Ländereien seines Vaters. 1341 beerbte er seinen verstorbenen Onkel Henry. Unter seinem Onkel Bartholomew nahm er zwischen an 1342 und 1345 an den Kämpfen des Bretonischen Erbfolgekriegs teil, so auch 1342 an der Belagerung von Rennes unter Sir Walter Mauny. 1346 kämpfte er im Gefolge des Schwarzen Prinzen in der Schlacht bei Crécy. 1347 war hielt er sich zusammen mit seinem Cousin Bartholomew Burghersh in Calais auf. Bei Gründung des Hosenbandordens, 1348, wurde er als Knight Companion in diesen aufgenommen. 1349 diente er unter dem Schwarzen Prinzen in der Normandie und nahm am Feldzug in der Gascogne teil. 1351 diente er in einer Flotte unter Henry of Lancaster, 1355 erneut in der Gascogne und 1358 erneut in der Bretagne. 1369 ernannte ihn sein Cousin Bartholomew Burghersh zum Verwalter einiger seiner Ländereien in Kent.
Er starb 1375 und wurde in der Blackfriars Church in London bestattet. Aus seiner Ehe mit einer Dame aus der Familie St. Philibert aus Northamptonshire hatte er zwei Söhne, die ihrerseits beide kinderlos blieben:
- Edward Paveley († 7. Dezember 1375);
- Walter Paveley († 15. Dezember 1379), ertrank zusammen mit John Arundel, 1. Baron Arundel.